# Evald Sonefors
Axel Evald Sonefors, född 26 mars 1925 i Kilafors i Hanebo församling i Gävleborgs län, död 11 februari 2016 i Hanebo distrikt i Gävleborgs län, var en svensk dragspelare.
Sonefors lärde sig tidigt att spela dragspel och tävlade i både Hälsinge- och Norrlandsmästerskapen i dragspel. 1949 vann han sitt första Hälsingemästerskap och senare vann han även Norrlandsmästerskapen. Han samarbetade bland annat med musiker som Gösta "Snoddas" Nordgren, Harry Brandelius, Ove Köhler och Bertil Boo. Han spelade också in många dragspelsduetter på skiva med Lennart Rådberg.